# Waiparacythereis joanae
Waiparacythereis joanae är en kräftdjursart som beskrevs av Swanson 1969. Waiparacythereis joanae ingår i släktet Waiparacythereis och familjen Hemicytheridae. Inga underarter finns listade i Catalogue of Life.